# Abtova výhybka

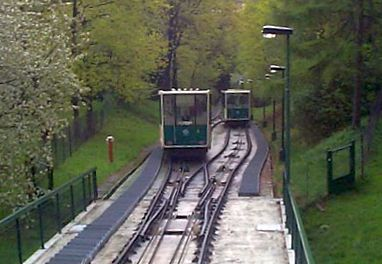
Abtova výhybka na lanové dráze na Petřín. Zvláštností jsou dvě lana – jedno tažné a druhé brzdicí. V případě utržení vozu dojde k zaklesnutí kleštin do brzdicího lana, které normálně za jízdy prochází přes kladky na spodku vozu. V horní stanici je lanový kotouč s bubnovou brzdou, která utržený vůz zastaví.

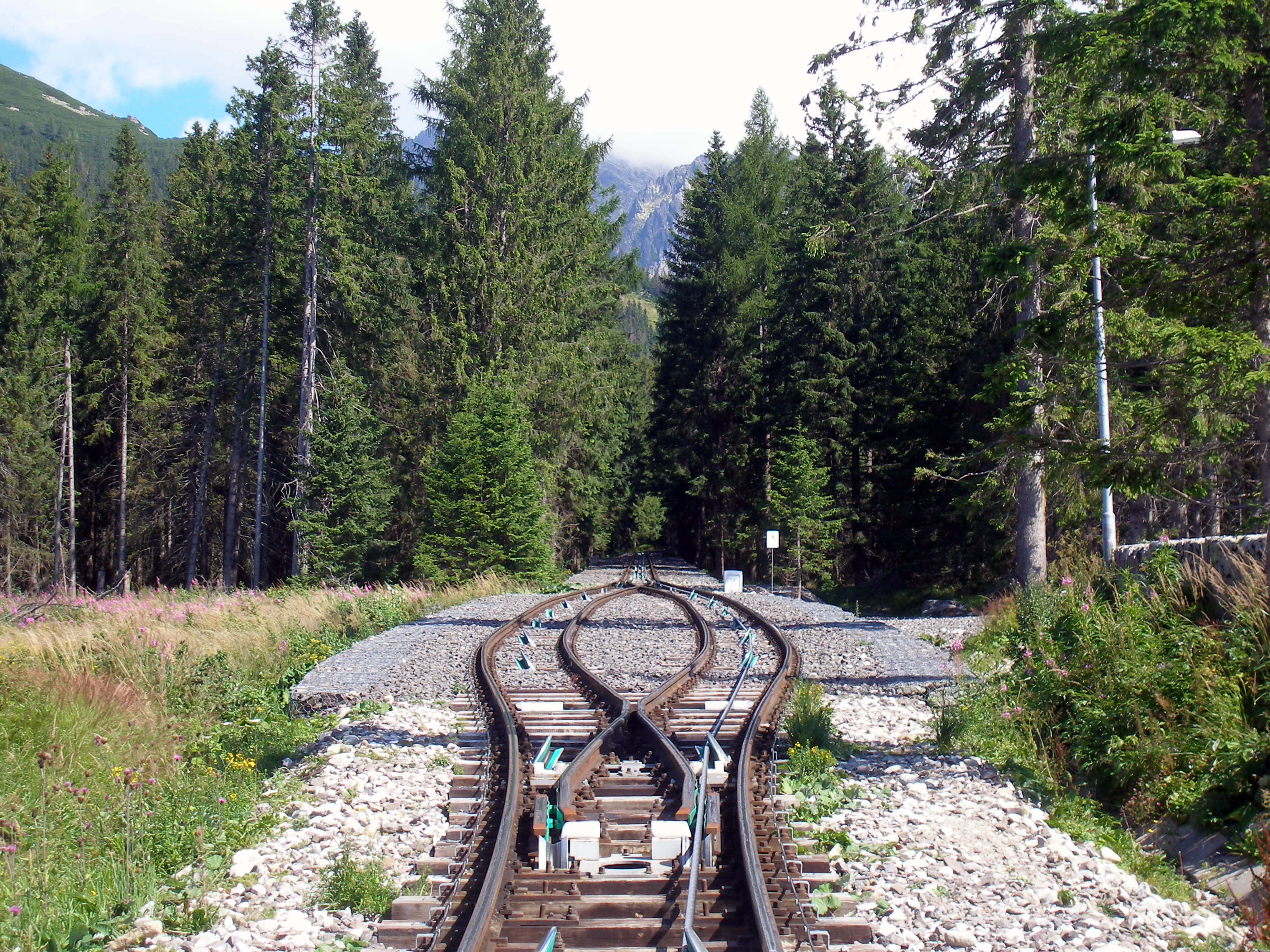
Výhybna na lanovce na Hrebienok.

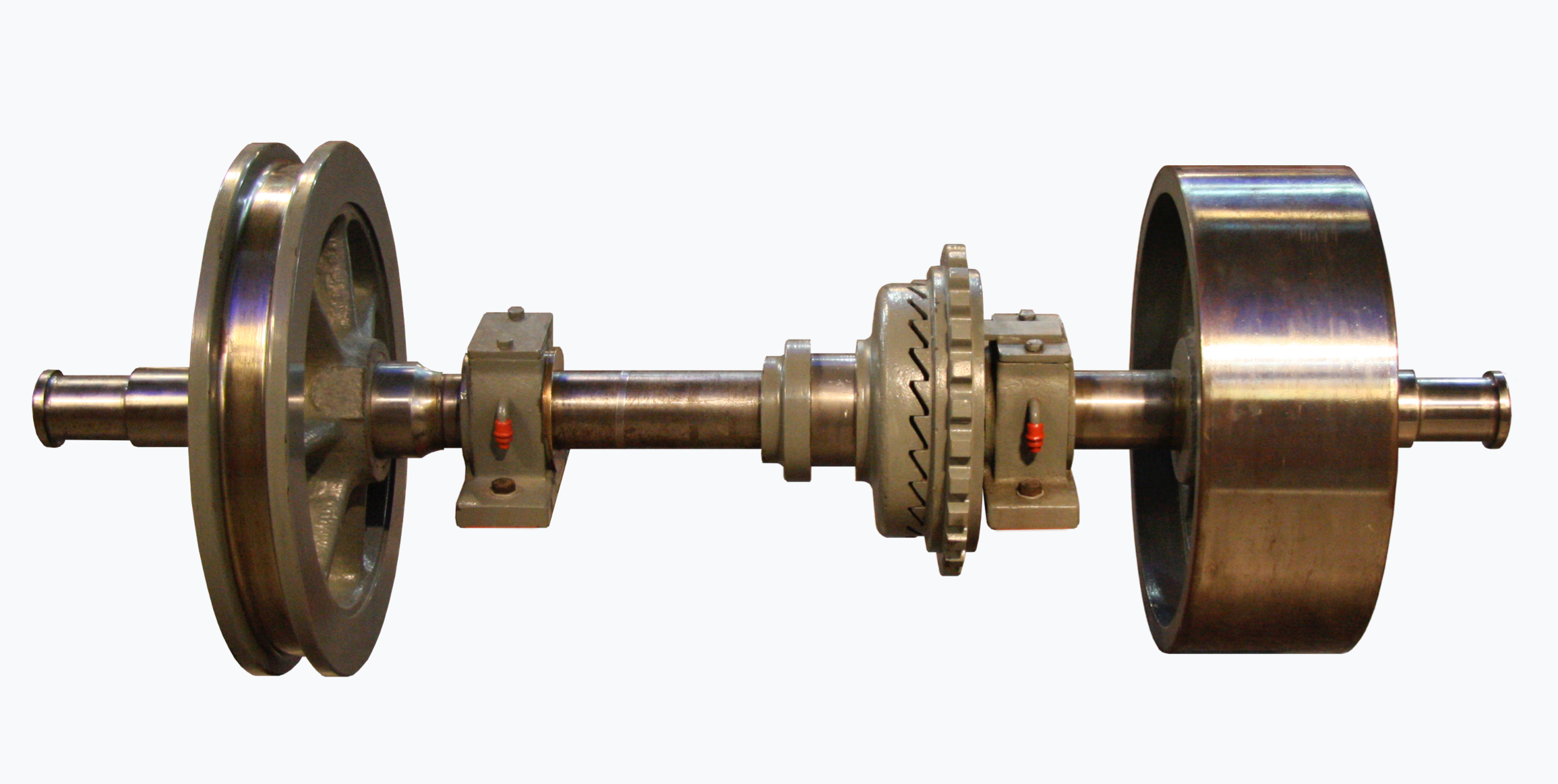
Dvojkolí vozu lanové dráhy se dvěma okolky na jednom kole pro provoz na trati s Abtovými výhybkami

Abtovy výhybky jsou speciální výhybky pro výhybny na pozemních lanovkách. Řidčeji se tak označují i výhybky ozubnicové dráhy Abtova systému. 
Výhybna s Abtovými výhybkami se nazývá Abtova výhybna.

## Abtova výhybka pro lanové dráhy
Abtova výhybka pro pozemní lanové dráhy je výhybka bez pohyblivých částí. Používá se pro vyhýbání protijedoucích vozů na výhybně. Vyžaduje zvláštní konstrukci dvojkolí - jedno kolo má okolek na obou stranách, zatímco druhé, značně širší, nemá okolek žádný. Každý vůz se stranou s okolky drží vnější, nepřerušené kolejnice, kola na opačné straně pak plynule přejíždějí přes mezery pro okolky kol druhého vozu a tažné (případně brzdicí) lano. To umožňuje i náhradu srdcovky pouhým přiblížením kolejnic. 
Vynalezl ji v roce 1878 švýcarský konstruktér Carl Roman Abt (1850–1933). Poprvé byla použita na lanovce u Brienzského jezera (kanton Bern). Abtovy výhybky jsou v Česku použity například na Petřínské lanovce v Praze či lanovkách v Karlových Varech. 

## Výhybky ozubnicových drah Abtova systému
Řidčeji se jako Abtovy výhybky označují i různé varianty provedení výhybek pro systém ozubnicové dráhy, který si nechal patentovat R. Abt v roce 1882. 